# 瓦伦丁·西拉吉
瓦伦丁·西拉吉（羅馬尼亞語：Valentin Silaghi，1957年4月19日—），罗马尼亚男子拳击运动员。他曾代表罗马尼亚参加1980年夏季奥林匹克运动会拳击比赛，获得男子75公斤级铜牌。